# Dinastia guxárida
Os guxáridas foram a primeira dinastia conhecida que governou na região de Gogarena, uma das províncias do Reino da Armênia, como vitaxas (vice-reis). Sua existência foi proposta por Cyril Toumanoff, que lhes batizou em referência a Guxar, uma personagem ficcional citada pelo cronista Moisés de Corene em sua História da Armênia. Os primeiros guxáridas conhecidas remontam ao século I. A dinastia continuaria a governar Gogarena até meados do século IV, quando foi substituída pelos mirrânidas de Perozes.

## História
Não há provas de que Gogarena foi governada por uma única dinastia antes dos mirrânidas serem empossados no século IV, mas Cyril Toumanoff propôs referir-se a todos os vitaxas conhecidos anteriores a Perozes como guxáridas. Sua inspiração veio do relato de Moisés de Corene que, em sua História da Armênia, afirmou que durante o reinado do mítico Valarsaces I (século III a.C.), os descendentes de Guxar, parente do patriarca Haico através de Xarai, foram feitos vitaxas em Gogarena (Marca Mósquia), na fronteira norte da Armênia. Sob seu controle permaneceu a montanha Metim (Cangarca), metade de Javaquécia, Colbafora, Zorofora, Zobofora (em Gogarena) e Asócia (em Airarate).
Em algum ponto antes de 339, Colbafora e Zorofora tornar-se-iam domínios principescos independentes do vitaxa, possivelmente governados por linhagens cadetes dos guxáridas, e em 363, no rescaldo da Paz de Nísibis, seriam incorporados pelo Reino da Albânia. Por sua vez, no mesmo contexto, Colarzena (Clarjécia) e Javaquécia foram tomadas pela coroa do Reino da Ibéria, quando os vitaxas de Gogarena aceitaram a suserania de Misqueta. Fausto, o Bizantino mencionou que, em 371, os territórios perdidos pela Armênia nessa época foram atacados sob ordens do rei Papa (r. 370–374) e é provável que os guxáridas possam ter sido exterminados no processo como consequência. No interim, os mirrânidas de Perozes foram empossados em Gogarena pelo rei ibero.